# Stephen A. Douglas
Stephen Arnold Douglas (23 tháng 4 năm 1813 - 3 tháng 6 năm 1861) là một chính khách và luật sư người Hoa Kỳ đến từ tiểu bang Illinois, cũng là người đã phác thảo ra Đạo luật Kansas – Nebraska vào năm 1854. Đồng thời, ông cũng từng là Thành viên của Hạ viện bang Illinois từ năm 1836 đến năm 1837, sau đó làm việc tại Tổng cục địa Hoa Kỳ tại tiểu bang Illinois từ năm 1837 đến năm 1840, Ngoại trưởng bang Illinois thứ 7 từ năm 1840 đến năm 1841 do một thống đốc mang tên Thomas Carlin bổ nhiệm.
Douglas trước đó đã đánh bại Lincoln trong một cuộc thi Thượng viện, ghi nhận cho cuộc tranh luận nổi tiếng Lincoln-Douglas năm 1858. Ông được mệnh danh là "Little Giant" vì mặc dù tầm vóc cơ thể ngắn, ông là một nhân vật mạnh mẽ và thậm chí thống trị trong chính trị.
Các chức vụ tiếp theo của Stephen là một Phó Thẩm phán đại diện cho Tòa án Tối cao tại Illinois từ ngày 15 tháng 2 năm 1841 cho đến ngày 28 tháng 6 năm 1843, Dân biểu Hoa Kỳ từ Khu vực Quốc hội thứ năm của Illinois từ ngày 4 tháng 3 năm 1843 đến ngày 3 tháng 3 năm 1847, lúc đó cả hai chức vụ ông đều là người đầu tiên. Chức vụ cuối cùng của Stephen là trở thành một Thượng nghị sĩ Hoa Kỳ đại diện cho tiểu bang Illinois từ ngày 4 tháng 3 năm 1847 cho đến khi ông qua đời vào ngày 3 tháng 6 năm 1861.

## Cuộc đời
Stephen Arnold Douglas, gọi tắt là Stephen A. Douglas, có biệt danh là "Little Giant" sinh ngày 23 tháng 4 năm 1813 tại thành phố Brandon thuộc tiểu bang Vermont, Hoa Kỳ. Tên của ông lúc ban đầu là Stephen Arnold Douglass, Douglas đã bỏ đi 1 từ s trong tên của mình sau khoảng một vài năm.

### Gia đình

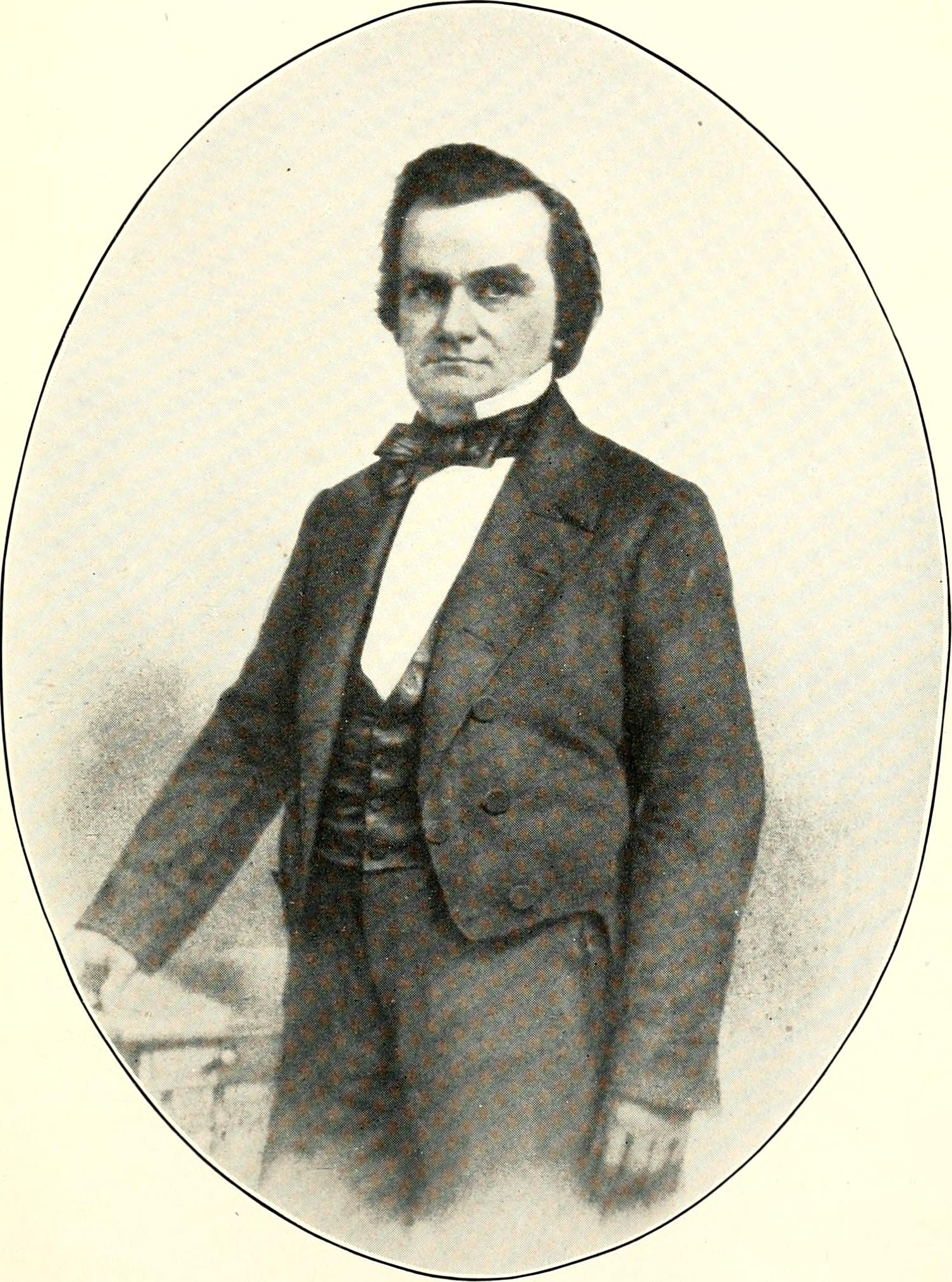
Stephen Douglas

Bố của ông cùng tên ông lúc đầu, tên của cha ông cũng là Stephen Arnold Douglass (1782 - 1813), sinh ngày 16 tháng 1 năm 1782 tại Stephentown, một thị trấn thuộc quận Rensselaer nằm tại tiểu bang New York, Hoa Kỳ. Douglass (cha ông) là một bác sĩ và đã từng có bằng tốt nghiệp Trường đại học Middlebury (Middlebury College). Thế nhưng không may tiến đến, khi Stephen vừa mới được vỏn vẹn hai tháng tuổi thì bố ông đột ngột qua đời do bệnh nặng vào ngày mùng 1 tháng 7 năm 1813, khi đó bố của ông mới 31 tuổi. Còn mẹ của ông tên là Sarah Fisk (1789 - 1869). Ông lớn lên cùng với mẹ và ông đã được nhập học ở tại các trường địa phương. Khi ông là một người thiếu niên, ông được học một nghề cho một người làm nội các tại Middlebury. Mẹ ông tái hôn vào năm 1830 và cùng năm đó Douglas cùng với mẹ chuyển sang phía tây của tiểu bang New York.

## Việc học
Từ những năm Douglas chuyển sang tiểu bang New York, ông bắt đầu tham gia Học viện Canandaigua (Canandaigua Academy), tại Canandaigua thuộc tiểu bang New York, Hoa Kỳ. Mặc dù ông muốn tham gia Trường đại học Middlebury giống như bố của ông nhưng gia đình của ông không thể hỗ trợ việc học hành chính quy của ông được. Thay thế, Douglas bắt đầu dạy học tại một trường học trong khi ông đang học luật cùng với Walter và Levi Hubbell. Trong khi học luật, ông trở nên thân thiện với Henry B. Payne hơn bao giờ hết, Henry B. Payne là một sinh viên học luật tại một văn phòng luật sư khác. Payne sau này trở thành một doanh nhân và chính trị gia nổi tiếng tại Cleveland, Ohio, Hoa Kỳ, và là một người ủng hộ các chiến dịch sau đó của Douglas để tranh cử Tổng thống Hoa Kỳ.
Stephen Douglas đã được quyền hành nghề luật sư vào khoảng năm 1833. Vào cuối năm, ông đã viết trên một cuốn sách dành cho những người thân đến từ Vermont của mình là như sau: "Tôi đã trở thành công dân phía Tây, đồng thời đã biết được các nguyên tắc và những sở thích về cảm xúc của người dân miền Tây và tôi đã chọn tiểu bang Illinois là địa điểm và tiểu bang yêu thích của tôi."

## Kết hôn

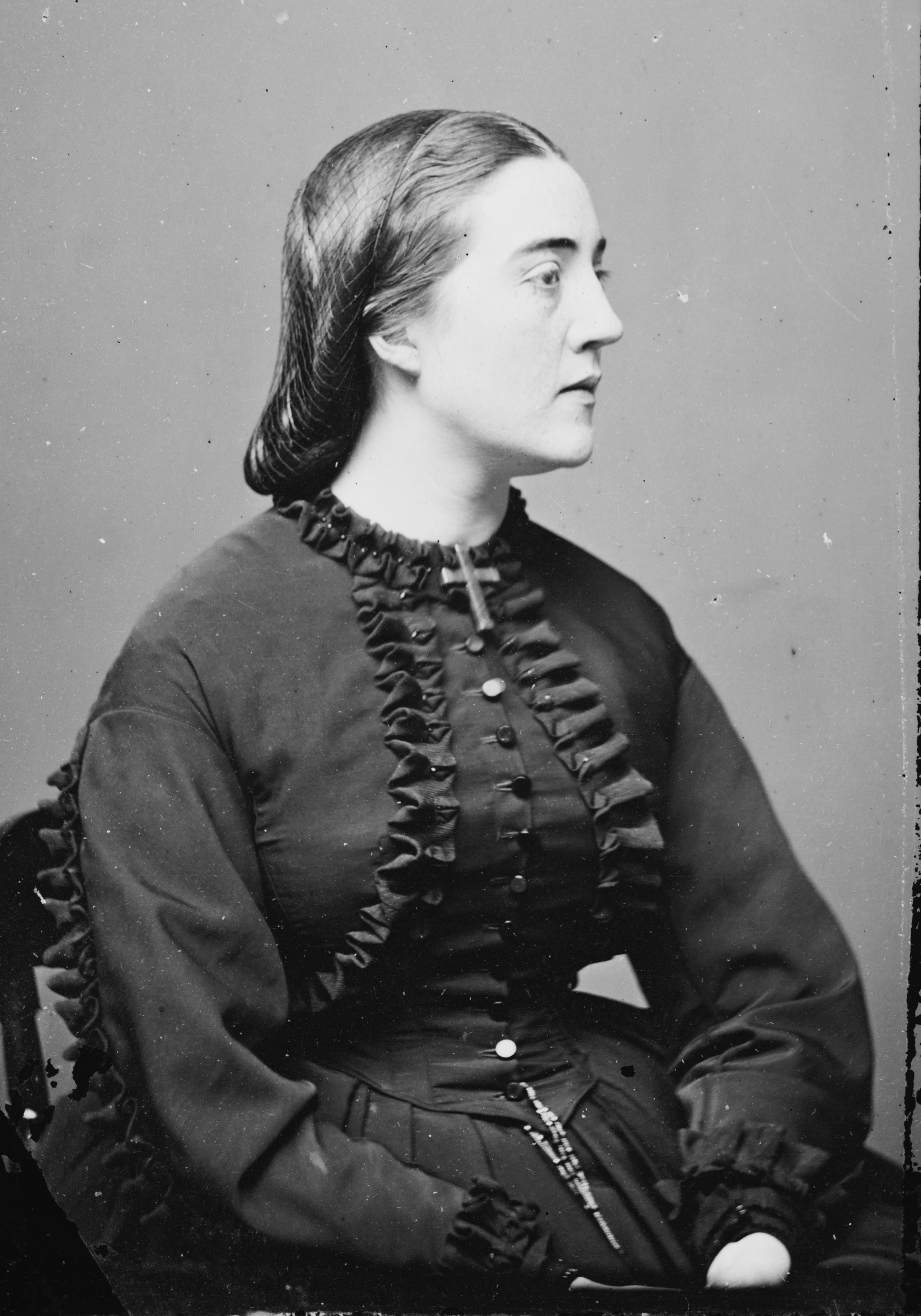
Adele Cutts, khoảng năm 1860.

Vào khoảng tháng 3 năm 1847, Stephen Arnold Douglas bắt đầu kết hôn với Martha Martin - một người con gái mới 21 tuổi của một Đại tá giàu có mang tên Robert Martin đến từ tiểu bang Bắc Carolina. Nhưng vào năm 1848, cha của Martha đột ngột qua đời và đã truyền cho Martha một đồn điền bông rộng 2.500 mét (không rõ đơn vị đo) với 100 người nô lệ trên bờ của một dòng sông mang tên dòng sông Pearl ở quận Lawrence (Lawrence County) thuộc tiểu bang Mississippi.
Stephen cùng với Martha cùng di cư sang thành phố Chicago thuộc tiểu bang Illinois, Hoa Kỳ. Họ có hai người con trai: Robert M. Douglas (tháng 1 năm 1849 - 1917) và Stephen Arnold Douglas, Jr. (tháng 11 năm 1850 - 1908). Martha Douglas qua đời vào ngày 19 tháng 1 năm 1853, sau khi sinh người con thứ ba đó là một người con gái. Tuy nhiên, người con gái đó đã đột ngột qua đời chỉ sau có một vài tuần, và sau những vụ việc đó xảy ra thì trong gia đình nhà Douglas chỉ còn Stephen Douglas ở cùng với hai người con trai.

## Sự nghiệp chính trị
Vào năm 1836, Stephen Arnold Douglas bắt đầu làm việc tại Quốc hội Hoa Kỳ. Stephen Arnold Douglas cũng từng là một thành viên đại diện cho đảng Dân chủ (Hoa Kỳ). Từ đó ông bắt đầu nhậm chức Thành viên của Hạ viện bang Illinois cho đến năm 1837.
Sau đó Stephen A. Douglas làm việc tại Tổng cục Địa chính Hoa Kỳ tại Illinois từ năm 1837 đến năm 1840. Tiếp theo ông nhậm chức Bộ trưởng Ngoại giao bang Illinois thứ 7 từ năm 1840 đến năm 1841 do một thống đốc mang tên Thomas Carlin bổ nhiệm.
Chức vụ tiếp đó của Stephen là một Phó Thẩm phán đại diện cho Tòa án Tối cao tại Illinois từ ngày 15 tháng 2 năm 1841 cho đến ngày 28 tháng 6 năm 1843, Dân biểu Hoa Kỳ từ Khu vực Quốc hội thứ năm của Illinois từ ngày 4 tháng 3 năm 1843 đến ngày 3 tháng 3 năm 1847, từ năm 1841 đến năm 1847, đồng thời lúc đó trong khi làm cả hai chức vụ, ông là người đầu tiên giữ cả hai chức vụ đó.
Còn chức vụ cuối cùng của Stephen là trở thành một Thượng nghị sĩ Hoa Kỳ đại diện cho tiểu bang Illinois từ ngày 4 tháng 3 năm 1847 cho đến khi ông qua đời vào ngày 3 tháng 6 năm 1861.

## Đạo luật Kansas – Nebraska, 1854
Vào năm 1854, Stephen Arnold Douglas cũng đã từng đã phác thảo ra một đạo luật mang tên Đạo luật Kansas – Nebraska thuộc miền nam Hoa Kỳ, Douglas đã phác thảo đạo luật đó cùng với Tổng thống Hoa Kỳ thứ 14 Franklin Pierce. Ngoài ra, ông đã đặt ra một biến động chính trị to lớn đối với Đạo luật Kansas – Nebraska.
Mục đích lúc đầu của Đạo luật Kansas – Nebraska là mở ra ít nhất là khoảng một nghìn trang trại mới và tạo một sự khả thi lớn cho tuyến đường sắt xuyên lục địa Trung Tây. Điều khoản chủ quyền phổ biến của pháp luật đã dẫn các yếu tố ủng hộ và chống chế độ nô lệ vào lũ lụt ở Kansas với mục tiêu bỏ phiếu nô lệ lên hoặc xuống, dẫn đến Chiến dịch mang tên Kansas, hay mọi người thường gọi là Chiến tranh hoặc Chiến dịch Biên Giới (Border War), đây là chiến dịch Biên Giới gọi khác là Chiến dịch Kansas, đã từng diễn ra giữa năm 1854 và năm 1861.

## Tranh cử vào Thượng viện bang Illinois

### Lần thứ nhất
Vào khoảng năm 1847, ông nói với Abraham Lincoln rằng ông ấy sẽ làm theo ý mình và quyết định tranh cử vào Thượng viện Hoa Kỳ đại diện cho bang Illinois, đối thủ của ông chính là Lincoln. Tại buổi tranh cử vào Thượng viện Hoa Kỳ lần đầu tiên, khoảng 90% người dân Hoa Kỳ (không rõ là bao nhiêu) là bầu cử cho Stephen Douglas, còn phần còn lại là bầu cử cho Abraham Lincoln (vì khi nghe Lincoln diễn thuyết, nhiều người không muốn bầu ông ấy), người giành chiến thắng trong cuộc tranh cử lần đầu tiên xác suất chính là Douglas.

### Lần thứ hai
Sang cuộc tranh cử lần thứ hai, Abraham Lincoln quyết đinh không bỏ cuộc và quyết tranh cử vào Thượng viện một lần nữa, nhưng đối thủ của Lincoln vẫn là Stephen Arnold Douglas. Cuộc tranh cử vào lúc đó rất "khốc liệt". Ngày bầu cử đã đến, nhưng không ai có thể quyết định được sẽ bầu cử cho ai, ai sẽ chiến thắng trong cuộc bầu cử lần này, nhưng lại có người nghĩ rằng nên bầu cử cả hai ông Douglas và Lincoln.
Trước khi kiểm phiếu bầu cử lần này, trong báo đảng Cộng hòa nói rằng:
"Hơn một trăm nghìn người đã bầu cử Tổng thống cho Abraham Lincoln. Chắc chắn, Lincoln sẽ thắng!".
Nhưng sau khi kiểm phiếu, trong báo đảng Dân chủ nói rằng:
"Douglas lại thắng cử! Lincoln đã hai lần liên tiếp thất bại trong cuộc tranh cử vào Thượng viện."
Như vậy, người đã giành chiến thắng trong cuộc bầu cử lần thứ hai này vẫn là Stephen Arnold Douglas. Lúc này, Lincoln đã thất bại trong cuộc tranh cử vào Thượng viện bang Illinois.

## Cuộc tranh cử Tổng thống (1860)
Tổng thống thứ mười lăm của Hoa Kỳ James Buchanan dự kiến sẽ rời khỏi chức vụ Tổng thống vào ngày mùng bốn tháng ba (4 tháng 3) năm 1861. Vào năm 1860, Abraham Lincoln quyết định đi tranh cử Tổng thống, không muốn bị thất cử như hai lần tranh cử vào Thượng viện Illinois vừa qua. 

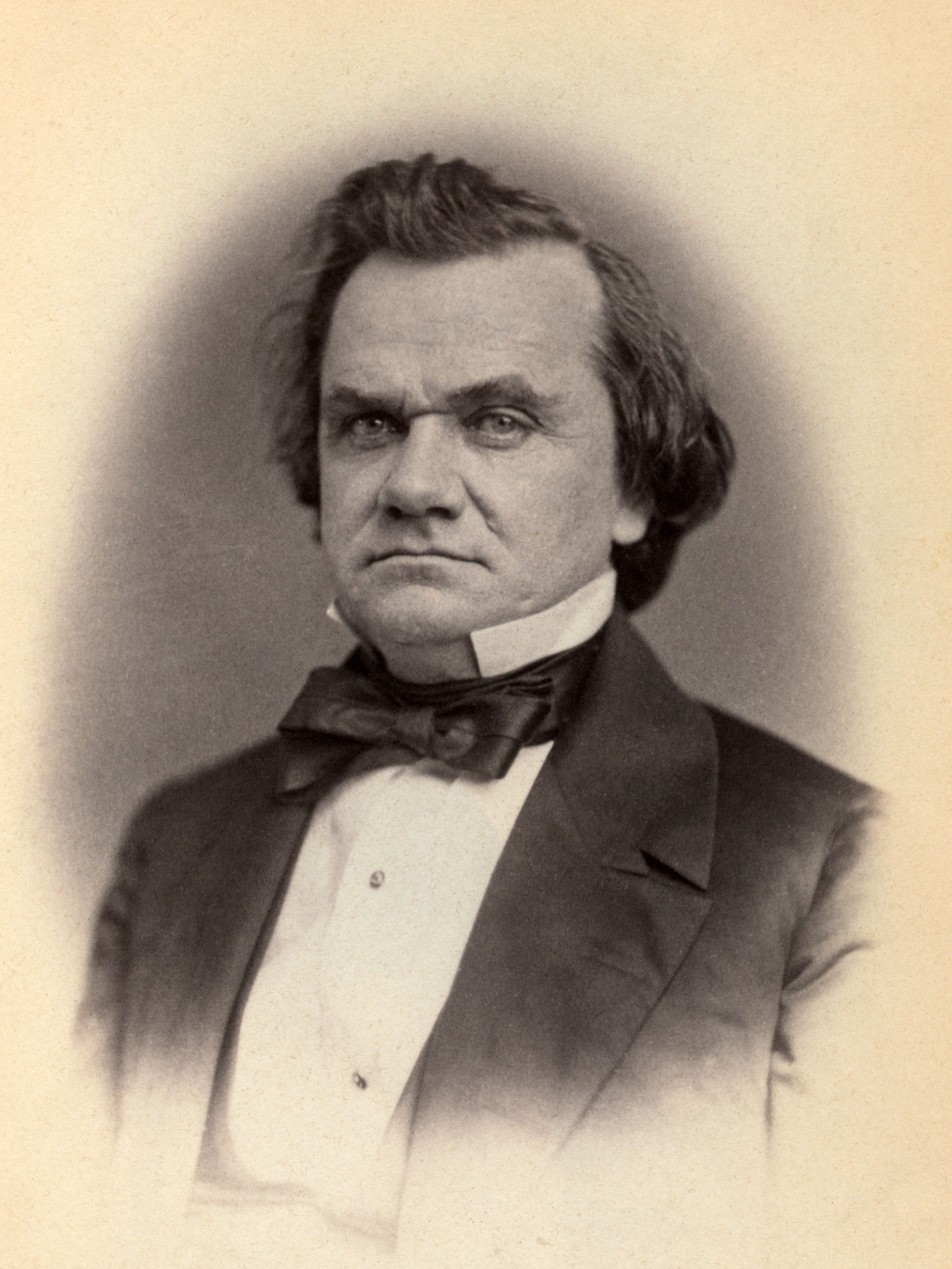
Douglas, khoảng năm 1859

Trong khi đó, ai cũng thừa nhận rằng Stephen Arnold Douglas cũng là một đối thủ rất "nặng ký" đối với Lincoln sau khi đã hai lần thắng cử vào Thượng viện Illinois vừa qua. Ngoài ra, Douglas cũng là một ứng cử viên rất nổi tiếng đại diên cho đảng Dân chủ trong cuộc bầu cử năm 1860, bất chấp lời mà Tổng thống Buchanan phản đối. Mặc dù Douglas không được tái bổ nhiệm Chủ tịch Ủy ban Thượng viện về Lãnh thổ, các đồng minh của ông đã đánh bại Buchanan để kiểm soát đảng ở khắp miền Bắc, và vào đầu năm 1860, ông là người đứng đầu cho cuộc tranh cử lần này.

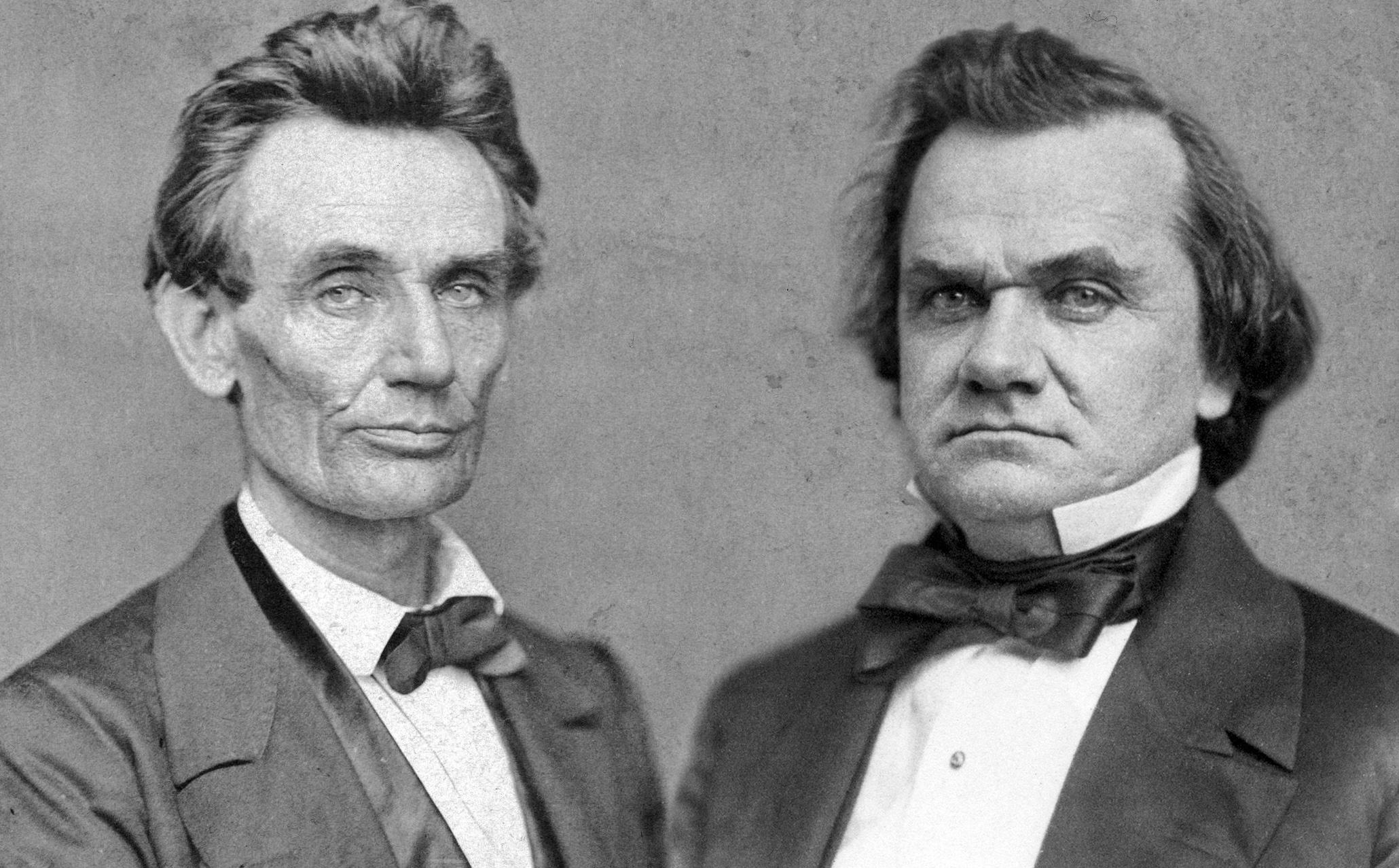
Lincoln năm 1860 và Douglas năm 1859

Trong cuộc tranh cử vào Tổng thống, cuộc tranh cử này còn "khốc liệt" hơn lúc khi Lincoln và Douglas tranh cử vào Thượng viện lần thứ hai. Lincoln và Douglas hoàn toàn khác nhau là như sau: Lincoln thuộc đảng Cộng hòa (miền Bắc), mong muốn người dân miền Nam phải xóa bỏ hành động phân biệt chủng tộc, xóa bỏ chế độ nô lệ. Còn Douglas thuộc đảng Dân chủ (miền Nam), lúc diễn thuyết tranh cử để trở thành Tổng thống, ông có nói với đông đào khán giả là nếu mọi người ủng hộ Douglas thì nô lệ sẽ vĩnh viễn là tài sản của mọi người. Lúc đó, vẫn chưa có ai có thể xác định được rằng ứng cử viên nào sẽ giành chiến thắng trong cuộc tranh cử Tổng thống lần thứ mười sáu này.
Trong cuộc tranh cử vào Tổng thống Hoa Kỳ thứ mười sáu lần này có lên tới bốn thành viên tranh cử, 1 thành viên chính thức trở thành Tổng thống. Đó là những thành viên như sau: Abraham Lincoln (12 tháng 2 năm 1809 – 15 tháng 4 năm 1865), đảng Cộng hòa, đến từ tiểu bang Kentucky; John Cabell Breckinridge, đã từng là Phó Tổng thống Hoa Kỳ từ năm 1857 đến năm 1861 (16 tháng 1 năm 1821 - 17 tháng 5 năm 1875), đảng Dân chủ thuộc miền Nam, đến từ tiểu bang Kentucky; John Bell (18 tháng 2 năm 1796 - 10 tháng 9 năm 1869), đảng Liên minh Hiến pháp, đến từ tiểu bang Tennessee và Stephen Arnold Douglas (23 tháng 4 năm 1813 - 3 tháng 6 năm 1861), đảng Dân chủ thuộc miền Bắc, đến từ tiểu bang Illinois
Đồng thời trong cuộc tranh cử lần này cũng có bốn thành viên tranh cử để trở thành Phó Tổng thống, 1 thành viên chính thức trở thành Phó Tổng thống. Đó là: Hannibal Hamlin (27 tháng 8 năm 1809 - 4 tháng 7 năm 1891), đến từ tiểu bang Maine; Joseph Lane (14 tháng 12 năm 1801 - 19 tháng 4 năm 1881), đến từ tiểu bang Oregon; Edward Everett (11 tháng 4 năm 1794 - 15 tháng 1 năm 1865), đến từ tiểu bang Massachusetts; và Herschel Vespasian Johnson (18 tháng 9 năm 1812 - 16 tháng 8 năm 1880), đến từ tiểu bang Georgia (thay thế Benjamin Fitzpatrick (30 tháng 6 năm 1802 - 21 tháng 11 năm 1869), đến từ tiểu bang Alabama).
Vào đầu tháng 10 năm 1860, đảng Cộng hòa đã thắng cử tại bang Ohio và Pennsylvania. Douglas nói với thư ký của mình "Ông Lincoln là tổng thống kế tiếp. Chúng ta phải cố gắng cứu cả đoàn quân đội Liên minh. Tôi sẽ quay trở về phía Nam." Ông ấy đã trở về phía Nam để tập hợp lại tất cả các ý kiến của cả đoàn trong quân đội Liên minh.
Vào khoảng một vài tháng sau, đã có kết quả trong cuộc tranh cử Tổng thống là như sau: Abraham Lincoln và Hannibal Hamlin đã có 180 phiếu đại cử tri; John C. Breckinridge và Joseph Lane đã có 72 phiếu đại cử tri; John Bell và Edward Everett đã có 39 phiếu đại cử tri, còn Stephen Arnold Douglas và Herschel Vespasian Johnson đã có 12 phiếu đại cử tri.
Như vậy, vì Lincoln đã giành được nhiếu phiếu từ những người dân nhất nên vị Tổng thống thứ 16 là Abraham Lincoln.
Douglas được hỗ trợ ở miền Bắc là những người đến từ Công giáo Ireland và những người nông dân nghèo hơn cả; còn tại miền Nam, người Công giáo Ireland mới là những người ủng hộ chính thức của ông.

## Những ngày tháng cuối cùng
Thượng nghị sĩ Hoa Kỳ Stephen Arnold Douglas kêu gọi miền Nam phải chấp nhận chiến thắng trong cuộc bầu cử của Lincoln, đồng thời Stephen Douglas cũng cố gắng sắp xếp một thỏa hiệp nhằm ngăn chặn sự ly khai. Vào ngày 25 tháng 12 (ngày cuối Giáng sinh) năm 1860, ông đã viết thư cho Alexander H. Stephens và đề nghị hỗ trợ việc sáp nhập một đất nước mang tên là México, mục đích của ông để sáp nhập nước México là ông muốn lấy đất nước đó làm lãnh thổ nô lệ.
Douglas đã lên án ly khai như là một tội phạm; ông là một trong những người ủng hộ mạnh mẽ nhất trong việc duy trì tính toán toàn vẹn của Liên minh trong tất cả các mối nguy hiểm.

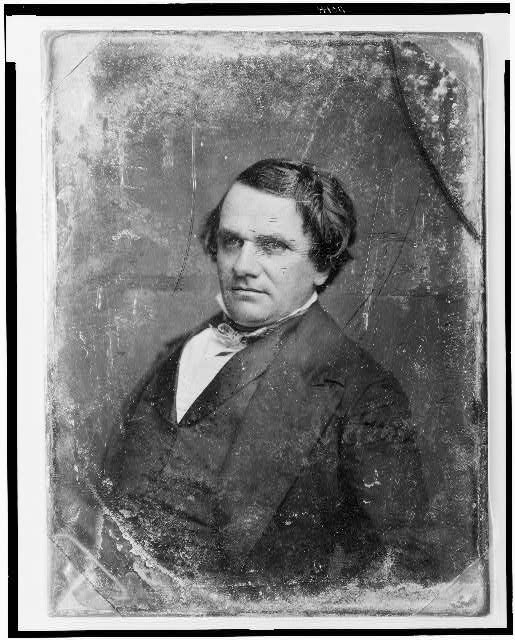
Stephen Douglas trong những ngày tháng cuối cùng, khoảng tháng 1 năm 1861

Sau khi bắn phá pháo đài Fort Sumter, Lincoln đã quyết định tuyên bố tình trạng nổi loạn và kêu gọi 75.000 thành viên trong quân đội để ngăn chặn nó. Douglas lúc đó đã nhìn qua bản tuyên bố trước khi nó được phát hành và xác nhận nó hoàn toàn. Ông đã đề nghị rằng chỉ có một thay đổi: Lincoln nên kêu gọi 200.000 (hai trăm nghìn) quân, không chỉ 75.000 (bảy mươi lăm nghìn). "Ngài không biết những mục đích không trung thực của những người đàn ông cũng như tôi", ông nói.
Theo yêu cầu của Lincoln, ông đã thực hiện một nhiệm vụ đến các quốc gia biên giới và miền Trung Tây nước Hoa Kỳ để đánh bại tinh thần của chủ nghĩa liên minh; ông nói ở ba tiểu bang của đất nước Hoa Kỳ mang tên Virginia, Ohio và Illinois.

## Qua đời (3 tháng 6 năm 1861)

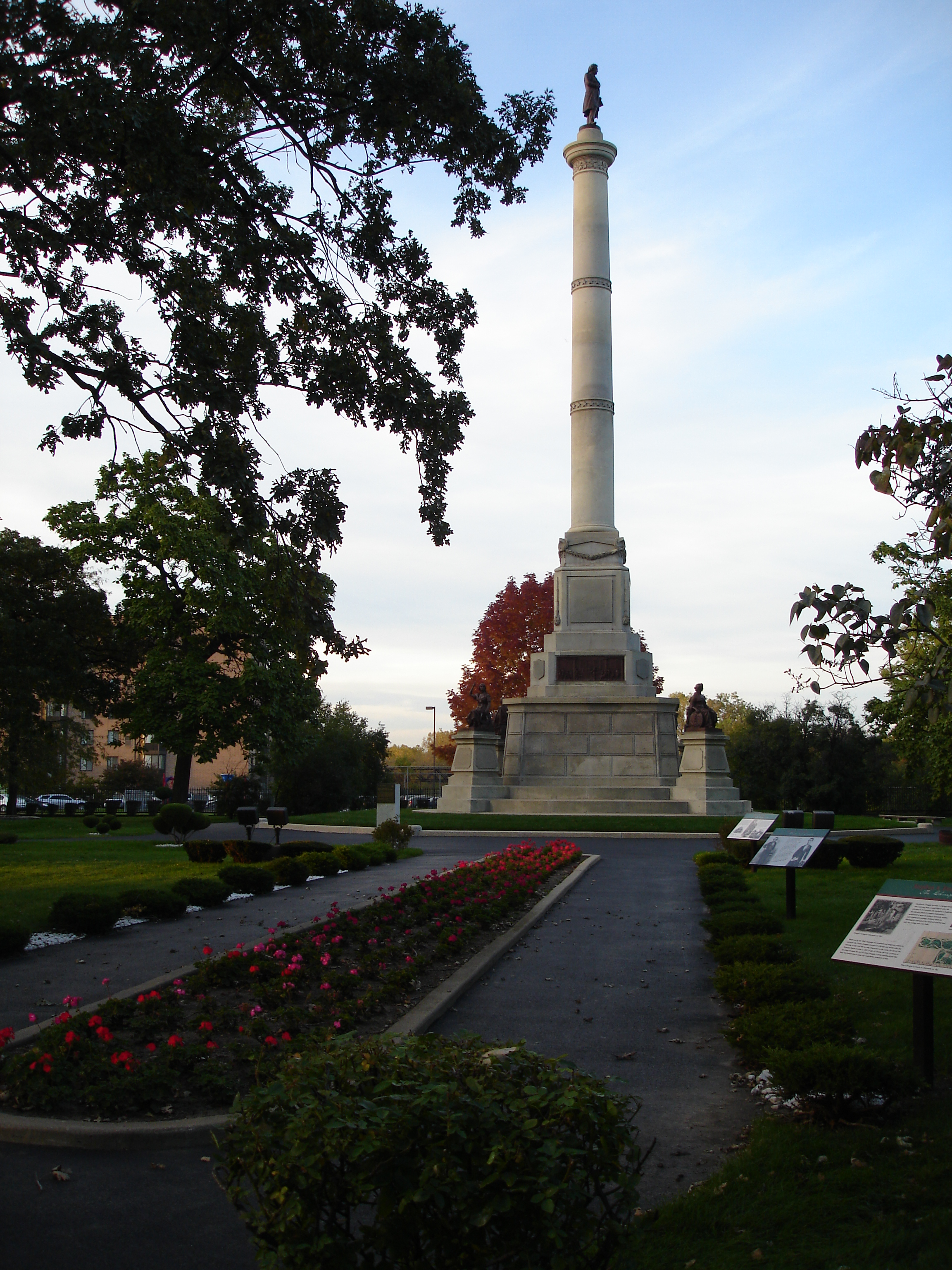
Ngôi mộ Stephen Arnold Douglas

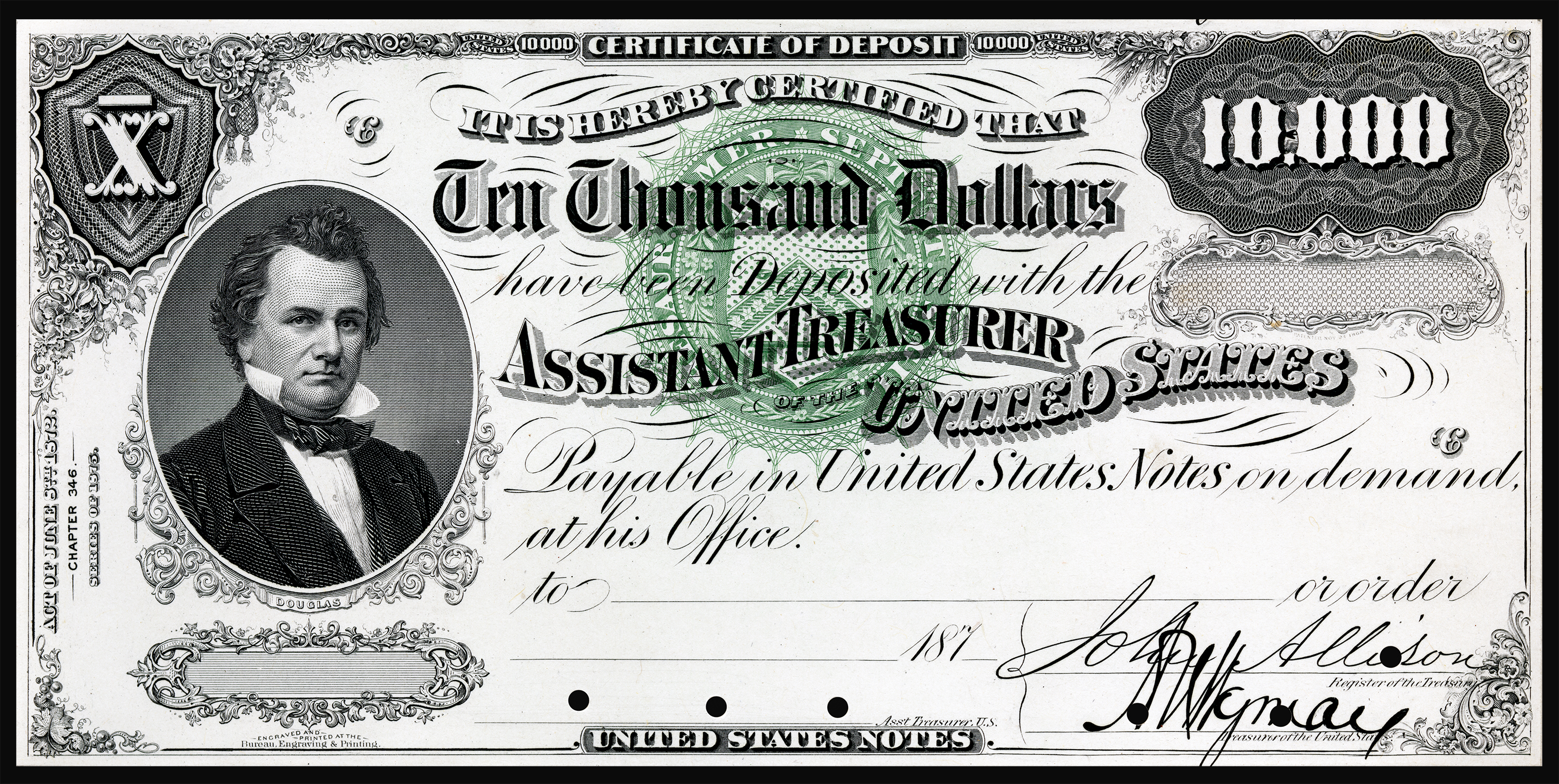
Stephen Douglas xuất hiện trong tờ tiền $ 10000

Sau những ngày tháng cuối cùng, sức khỏe của ông ngày một yếu đi. Không may, vào ngày mùng ba tháng sáu (ngày 3 tháng 6) năm 1861, Stephen Arnold Douglas - một chính khách, tác giả nổi tiếng, ngài Thượng nghị sĩ Hoa Kỳ đến từ tiểu bang Illinois, đã trút hơi thở cuối cùng ở tuổi 48 do mắc bệnh thương hàn tại nhà mình ở thành phố Chicago, tiểu bang Illinois. Ông được chôn trên bờ hồ mang tên Hồ Michigan. Sau khi Douglas mất, các bạn bè của Stephen Arnold Douglas đã tạo nên ngôi mộ và tượng đài Douglas tại tiểu bang Chicago, Illinois. Leonard Volk, một nhà điêu khắc nổi tiếng, được giao nhiệm vụ thiết kế tượng đài. Đài tưởng niệm và lăng mộ của Stephen Douglas đã được hoàn thành vào năm 1883.

## Vinh danh
- Nơi sinh của Stephen Arnold Douglas ở Brandon, Vermont đã được tưởng niệm là một bảo tàng và trung tâm du lịch dành cho các quý du khách.

## Sách tham khảo
- Robert W. Johannsen, ed. The Letters of Stephen A. Douglas (1961)
- Paul M. Angle, ed., Created Equal? The Complete Lincoln-Douglas Debates of 1858 (1958)
- Chisholm, Hugh, biên tập (1911). "Douglas, Stephen Arnold" . Encyclopædia Britannica (ấn bản thứ 11). Cambridge University Press.
- https://www.history.com/topics/stephen-a-douglas
- Jaffa, Harry V. Crisis of the House Divided: An Interpretation of the Issues in the Lincoln-Douglas Debates. Chicago, IL: University of Chicago Press, 1982. ISBN 978-0226391120